# Поки (серия детских книг)
«Поки» (эст. Pokud) — это серия детских книг эстонского писателя и художника-иллюстратора Эдгара Вальтера. Поки стали символом эстонской детской литературы, вступив в ряды таких известных персонажей, как накситралли и Сипсик.

## История
Поки — это маленькие существа с длинными носами, похожие на болотные кочки, которые обладают дружелюбным и любознательным характером. Изначально они жили в уютном подлеске, но из-за Великой Суши им пришлось искать новое место для жилья. После знакомства со стариком Пекой, они поселились в его старом доме на поляне и начали вести активный образ жизни, участвуя в различных занятиях и заботясь о природе вместе со своим новым другом. Старик Пека, Вальтер по всей видимости списывал с себя, он также оставил городскую жизнь и перебрался на деревенский хутор. «Пека окончательно соединил свою жизнь с поками и слился в единое целое с природой», — пишет автор в конце книги. Главная же забота Поков — это экология, в книге можно встретить рассуждения и печаль Поков и Пеки о разрушительных действиях человека над природой. Человек — это, пожалуй, единственное существо, которое подчиняет себе природу. Такая уж у него привычка" — говорит Пека.

## Персонажи
- Поки — маленькие человечки, которые носят кафтаны, делающие их похожими на болотные кочки;
- Пека — старик, защитник леса живущий в лесном хуторе, друг Поков;
- Эку — собака Пеки;
- Сору — кот Пеки.

Кроме главных персонажей лес населяют множество животных — утки, лоси, барсуки и т.д

## Создание
В начале 1990-х годов 65-летний Вальтер решил изменить свою жизнь, оставив городскую суету и переехал на хутор в уезде Вырумаа на юго-востоке Эстонии. Здесь, в окружении природы, он нашел вдохновение для создания своей первой книги — сказки о забавных лесных человечках поках. Вальтер не только написал текст, но и нарисовал иллюстрации к книге.
Книга «Поки» родилась в Вырумаа. Хотя поков можно найти по всей Эстонии, но я почему-то начал замечать их именно здесь — в болотистых низинах среди лесных холмов, — писал Эдгар Вальтер

## Книжная серия
История Поков и Пеки продолжаются в следующих книгах автора — «Поки и буквы» («Pokuaabits») «Поки и Пека» («Pokulood») «Поки и буквы» в которой Поки обучают малышей эстонской азбуку вышла в 2002 году переведена на русский язык Татьяной Теппе (переводчик многих эстонских детских книг и всей серии «Поки») в 2023 году. «Поки и Пека» вышла в 2004 году.
Помимо основной серии в свет вышел альбом Э. Вальтера совместно с Кюлли Леппик — «Aastatsõõr pokudõga. Aastaring pokudega»
«Aastatsõõr pokudõga. Aastaring pokudega» — альбом коллажей, составленных из оригинальных рисунков и фотографий природы уезда Вырумаа, где Вальтер придумал поков дополненный фотографиями Кюлли Леппик. Книга двуязычна: русский и эстонский языки.

Обложки к книгам серии
Обложка первой книги в серии "Поки"
Поки и Пека
Поки и буквы

## Тематический парк Покумаа
В честь Поков и их создателя был создан парк «Покумаа» в Эстонии. В тематическом парке три главных места действия: Покудом (Pокukodа), старая крестьянская изба на вершине Падасоо (Padasoo) и хутор Хаука (Hauka). Рисунки на дорожных знаках сделаны Эдгаром Вальтером.